# 高铼酸盐
高铼酸盐是含有阴离子ReO4-的盐类，又称偏高铼酸盐。常见的高铼酸盐有高铼酸钠、高铼酸铵等。

## 制备
高铼酸盐可以通过高铼酸或高铼酸铵和金属或相应的氧化物、氢氧化物或碳酸盐反应得到。如：
2 NH4ReO4(s) + MnCO3 —Δ→ Mn(ReO4)2 + NH3 + H2O + CO2
2 HReO4 + Cu(OH)2 → Cu(ReO4)2 + 2 H2O

## 化学性质
高铼酸盐和H2S反应，可以形成铼的硫化物ReS2和Re2S7，在形成这些硫化物之前，会产生ReO3S-中间体。当有浓盐酸存在时，只会产生Re2S7沉淀：
2 KReO4 + 2 HCl + 7 H2S → Re2S7↓ + 2 KCl + 8 H2O
当高铼酸盐在氢气中加热时，会产生灰黑色的金属铼粉末。

## 其它Re(VII)含氧酸盐物种
| 物种      | 名称               | 示例                |
| --------- | ------------------ | ------------------- |
| ReO53-    | 新高铼酸盐         | K3ReO5（亮黄）      |
| ReO65-    | 原高铼酸盐         | Ba5(ReO6)2（橙）    |
| ReO3S-    | （一）硫代高铼酸盐 | KReO3S（黄）        |
| ReO2S2-*  | 二硫代高铼酸盐     | KReO2S2             |
| ReOS3-    | 三硫代高铼酸盐     | KReOS3              |
| ReS4-     | 四硫代高铼酸盐     | N(CH3)4ReO4（紫黑） |
| ReO3N2- # | 氮代高铼酸盐       | K2ReO3N             |
| ReN45-    | 四氮代高铼酸盐     | Li5ReN4（浅黄）     |

[注]：星号（*）表示该物种只存在于溶液中。井号（#）表示该物种在水中分解。